# Pintura romántica

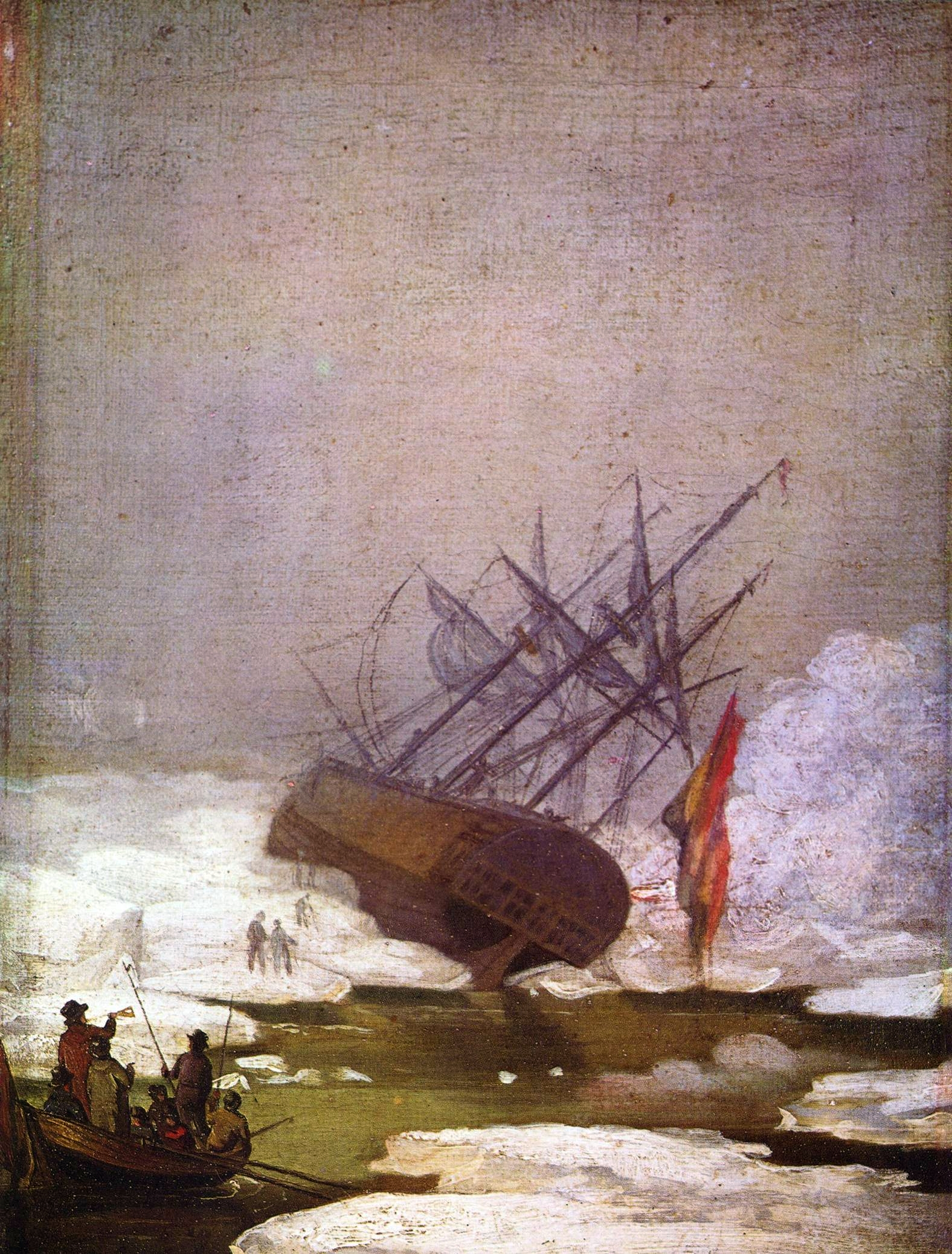
Dramatismo en El naufragio en un mar helado, pintado en 1798 por Caspar David Friedrich, expuesto en Kunsthalle de Hamburgo.

La pintura romántica sucede a la pintura neoclásica de finales del siglo XVIII, con unos nuevos gustos desarrollados por todas las facetas artísticas del Romanticismo como la literatura, la filosofía y la arquitectura. Está hermanada con los movimientos sociales y políticos, que ganaron cuerpo con la Revolución francesa.
El término romántico, surgido en Francia  en el siglo XVII para referirse a la novela, fue adaptado a principios del siglo XIX a las artes plásticas, en contraposición al neoclasicismo imperante. El romanticismo en la pintura se extiende desde 1770 hasta 1870, prácticamente cien años, distinguiéndose tres periodos:
1. 1770-1820 o prerromanticismo
2. El apogeo del romanticismo pictórico se da, aproximadamente, entre 1820 (hay fuentes que señalan 1815) y 1850 (o, por adoptar una fecha simbólica, 1848).
3. 1850-1870 o tradición posromántica.

Cada uno de estos períodos posee sus particularidades en cuanto lugares en que se desarrolló o artistas que lo adoptaron.

## El sistema y los valores del romanticismo

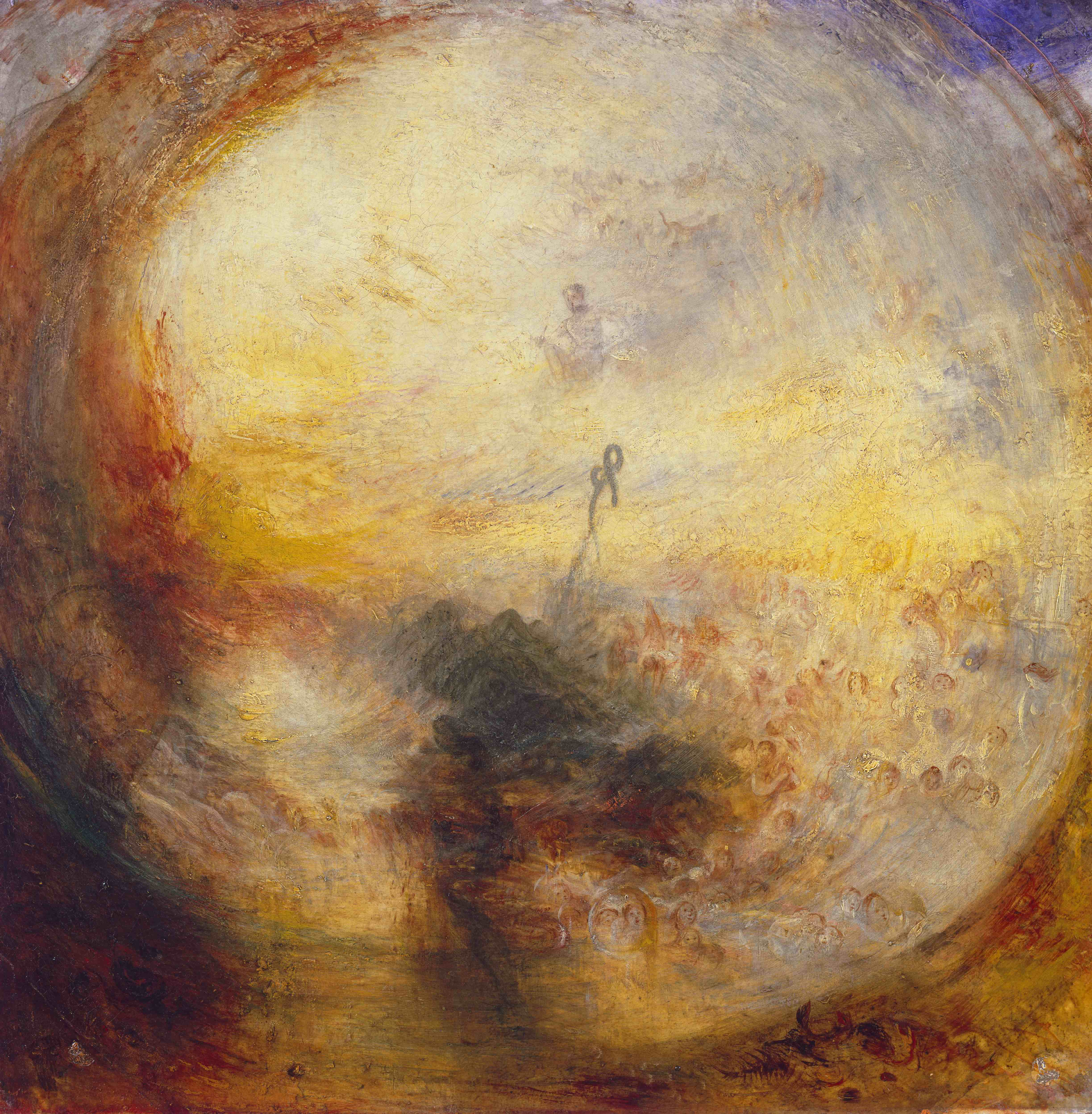
Light and Colour (Goethe's Theory) — The Morning after the Deluge — Moses writing the Book of Genesis, de Turner.

El primer período del romanticismo (1770-1820) se desarrolla en paralelo con el neoclasicismo (1760-1800) o más bien en oposición a esta corriente. En efecto, allí donde el neoclasicismo propone una belleza ideal, el racionalismo, la virtud, la línea, el culto a la Antigüedad clásica y al Mediterráneo, el romanticismo se opone y promueve el corazón, la pasión, lo irracional, lo imaginario, el desorden, la exaltación, el color, la pincelada y el culto a la Edad Media y a las mitologías de la Europa del Norte.
La obra de Turner Light and Colour (Goethe's Theory) — The Morning after the Deluge — Moses writing the Book of Genesis (Luz y Color (Teoría de Goethe) - La mañana después del Diluvio - Moisés escribiendo el Libro del Génesis), ejemplifica esta oposición. Esta pintura se caracteriza por un torbellino sensual de colores y de luz en torno a un personaje o persona que no podría identificarse sin conocer el título.
Pero el romanticismo no puede solo definirse en términos de oposición, pues desarrolló sus propias características; el sentimentalismo, el misticismo, la expresión de los sueños.
Charles Baudelaire (principalmente escritor, pero también crítico de arte), con motivo del Salón de Pintura de 1846, declaró:

«El romanticismo no se halla ni en la elección de los temas ni en su verdad exacta, sino en el modo de sentir. Para mí, el romanticismo es la expresión más reciente y actual de la belleza. Y quien dice romanticismo dice arte moderno, es decir, intimidad, espiritualidad, color y tendencia al infinito, expresados por todos los medios de los que disponen las artes.».

Arco iris en un paisaje de montañas, de Caspar David Friedrich, 1810, óleo sobre lienzo, 70 cm × 102 cm, Museo Folkwang; ejemplo del amor panteísta a la tierra propio del romanticismo.

Según él, la modernidad constituye un leitmotiv. Esta forma de pensar se encuentra asimismo en Stendhal, que considera que el neoclasicismo está superado y que lo moderno era el romanticismo (por tanto, los sentimientos, el color, pero también el individualismo).
Este movimiento consiste en una forma de sensibilidad que glorifica al individuo. Delacroix dijo que el romanticismo era «la libre manifestación de sus impresiones personales». El romanticismo defiende la superioridad del sentimiento sobre la razón, y por ello exalta la sensibilidad, la imaginación y las pasiones. Más que como un estilo pictórico, ha de concebirse como un movimiento social y espiritual.
El individualismo propio de la época hizo que, por vez primera, los pintores no trabajasen de encargo, sino conforme los dictados de su imaginación, expresándose a través de la pintura, buscando pintar sus ideas y sentimientos personales.
Centró su atención en el paisaje y la naturaleza, así como la figura humana y la supremacía del orden natural por encima de la voluntad de la Humanidad. Se sigue una filosofía panteísta (véase Spinoza y Hegel). Es una concepción opuesta a los ideales ilustrados, pues ve el destino de la humanidad bajo una luz más trágica o pesimista. La idea que los seres humanos no están por encima de las fuerzas de la Naturaleza entra en contradicción con los ideales de la Antigua Grecia y del Renacimiento, en los que la Humanidad estaba por encima de todas las cosas y era dueña de su destino. Este pensamiento llevó a los artistas románticos a representar lo sublime, iglesias en ruinas, naufragios, masacres y locura.
El romanticismo tiene su origen en la filosofía del siglo XVIII, pues en autores como Rousseau o Goethe se ve ya ese culto al sentimentalismo, el amor a la naturaleza y el rechazo de la civilización.

### El culto a la Edad Media, las «brumas del Norte» y el exotismo (civilización árabe)
La imaginación de los pintores románticos se sintió atraída por la Edad Media y las leyendas del Norte.
El romanticismo desarrolla la pasión por los temas históricos. En particular se trata la Edad Media, más que otros períodos como la Antigüedad. A los pintores les atraía de esta época su exotismo, por el cambio de fondo y de accesorios, así como por ver en ella una época de piedad intensa a la que se deseaba retornar. Las ruinas, como la Abadía en el robledal de Caspar David Friedrich, se convierten en un tema romántico por excelencia.
La mitología nórdica sustituyó en los cuadros a los dioses grecolatinos.
Además, les atrae el exotismo, sobre todo las civilizaciones árabes, dando lugar a una corriente pictórica particular: el orientalismo, que recorrerá todo el siglo XIX. Muchos pintores representaron escenas árabes y edificios islámicos. Los pintores ya no viajaban solo a Italia, como habían hecho hasta entonces, hasta abarcar otros lugares como Turquía, Marruecos, Argelia o España, que se puso de moda en toda Europa como prototipo de un exotismo cercano. En parte, el orientalismo se debió a las campañas napoleónicas por Oriente, que permitieron descubrir un Mediterráneo de paisajes inéditos, con civilizaciones que resultaban misteriosas, como la árabe y judía. Esta influencia es muy evidente en pintores franceses como Delacroix o los orientalistas.
Pero, al mismo tiempo, debido a las convulsiones históricas y sociales, vuelven los ojos al pasado del propio país, como ocurre con el purismo nazareno y el llamado estilo trovador.
También se recurre a temas folclóricos, costumbristas o populares.
Por último, la literatura se convirtió en fuente de inspiración. Se utilizaron autores clásicos (Froissart, Tasso, Dante o Shakespeare) y también otros contemporáneos (Byron, Goethe o Walter Scott).

### Violencia

La libertad guiando al pueblo, de Delacroix, 1830, Museo del Louvre. Obra en la que el pintor canta a la Revolución de 1830.

En muchos cuadros del romanticismo se aprecia un interés por la violencia, el drama, la lucha, la locura. Ocuparon un lugar preponderante en muchos cuadros lo misterioso y lo fantástico, expresados de forma dramática. También se representaron la melancolía extrema y la pesadilla, llegando a combinar en ocasiones el tema de la muerte con el erotismo.
Los temas fantásticos y macabros comenzaron a aparecer en pintura a partir de 1775, por influencia de la literatura alemana. Monstruos, brujas y espectros poblaron los lienzos.
El romanticismo concede gran importancia a lo irracional. Autores como Füssli, Blake o Goya, en plena época neoclásica, pintaron cuadros que rendían culto al inconsciente, a la irracionalidad, la locura y el sueño. La locura fue un tema que particularmente ocupó a Géricault, quien al final de su vida realizó toda una serie de locos, por ejemplo, El cleptómano.
En cuanto al tema de la muerte combinada con el erotismo, el ejemplo más evidente es La muerte de Sardanápalo, de Delacroix.

### Ideología política
En un primer momento, el romanticismo es un movimiento cultural vinculado con la Restauración, pues se inicia como reacción conservadora al Neoclasicismo revolucionario.
Pero después, en un segundo período, el romanticismo se hace liberal y revolucionario. Ejemplo de ello es La libertad guiando al pueblo, de Eugène Delacroix, protagonizado por Marianne llevando la bandera francesa. Es una imagen de combate dentro de una «nube luminosa». Delacroix asume la causa de la libertad: se pinta en la tela (inclusión del artista entre los movimientos sociales y políticos).

## Naturaleza

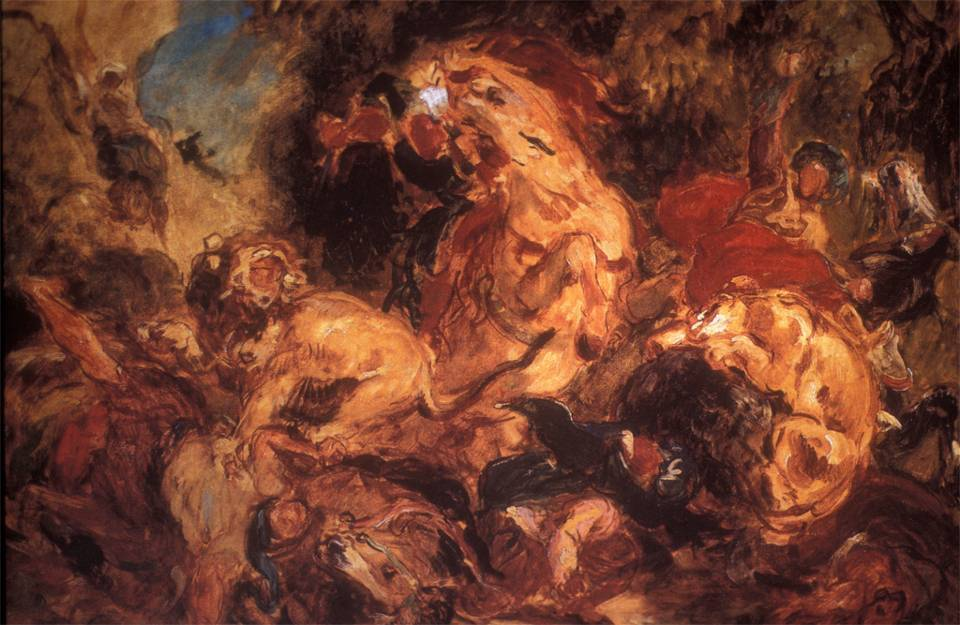
Eugène Delacroix: Esquisse pour la chasse aux lions (1854), ejemplo de pintura neobarroca que recuerda a cuadros de caza de Rubens.

La pintura romántica apela al subjetivismo y la originalidad. Se inspira en escenas violentas como en La carga de los Mamelucos de Goya, tiene un gusto por el dramatismo, que utiliza para remover el sentimiento del público.
En cuanto la expresión, utiliza con frecuencia fuertes contrastes de luz y sombra (claroscuro). El colorido es característico del romanticismo, pues prevalece sobre el dibujo, que asume un papel secundario. La pincelada se hizo visible, impetuosa. El empaste es en general grumoso y espeso, de manera que la pintura adquirió una naturaleza táctil que reforzaba su carácter de creación impulsiva y espontánea. A veces el acabado del cuadro tiene un aspecto de esbozo.
En cierto sentido, al hablar del romanticismo se puede hablar de un neobarroco, por el movimiento, la tensión, el empuje, los contrastes y los colores de estos cuadros. Son, en general, pintores barrocos los que influyen a los pintores románticos: la huella de Caravaggio es evidente en Géricault, mientras que Rubens influye en Gros y en Delacroix. Ello no elimina que en casos concretos otros sean los pintores que influyeron: así los nazarenos pretenden acercarse a los primitivos italianos como Fra Angélico, Gérard a Leonardo y, finalmente, Prud'hon se ve influido por el manierista Correggio.

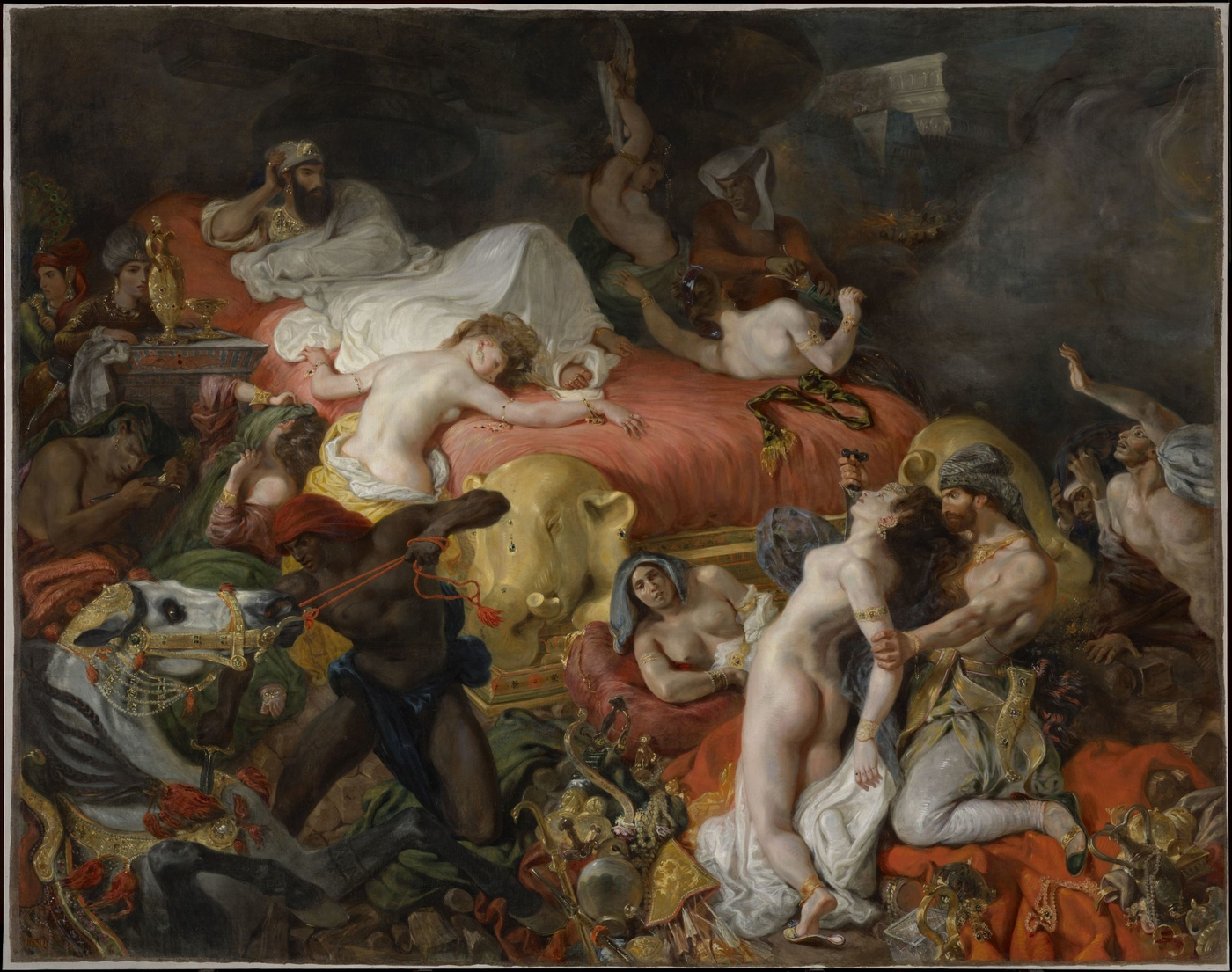
La Muerte de Sardanápalo, de Delacroix, h. 1827, Museo del Louvre. Cuadro que ejemplifica el gusto romántico por lo exótico, la unión de erotismo y muerte y la influencia de autores barrocos como Rubens; logra una escena tumultuosa en la que domina el color sobre el dibujo

Los temas que preferían los románticos se evidencian en los géneros que cultivaron. Así, el tema de la naturaleza hizo que los paisajes se convirtieran en un género mayor, cuando hasta entonces era considerado menor o mero fondo decorativo para las composiciones de figuras. No se trataba de descripciones topográficas, sino de expresar emociones humanas a través del paisaje. Es en Gran Bretaña donde el paisaje experimentó el cambio radical. También alcanzó cierto desarrollo la pintura animalista, esto es, la que representaba animales, tanto salvajes como domésticos, si bien con tendencia a mostrarlos fieros, por lo que se pintaron numerosos cuadros reflejando actividades como la caza, y animales como el león o el caballo, siendo este último el animal fetiche de Géricault. Otro género que cobró importancia fue la pintura costumbrista, que reflejaba los tipos y personajes populares.
El tratamiento de las figuras procura ser realista. Así, cuidan de que la ropa de los personajes se corresponda con la época histórica que pretenden representar o con el lugar en que tiene lugar la escena (por ejemplo, Oriente en los cuadros orientalistas). Si el cuadro lo requiere, no evitan pintar personas heridas, deformes o muertas, llegando a recurrir al depósito de cadáveres para poder conocer y reflejar más verosímilmente a los muertos; así lo hizo Géricault cuando pintó La balsa de la Medusa.
Las técnicas usadas variaron. Predominó la pintura al óleo sobre lienzo, de variados tamaños, inclinándose los franceses, en general por los de grandes dimensiones. Pero también se utilizó la acuarela, técnica preferida por muchos pintores ingleses, y que era especialmente útil para aquellos pintores que viajaban. El dibujo experimentó cierto auge, debido a la facilidad con que expresaba el mundo interior del artista. La pintura al fresco intentó ser recuperada por los nazarenos.
Muchos dibujos y pinturas alcanzaron una gran difusión gracias a medios de reproducción como la litografía, la aparición de prensas metálicas y el renacimiento del grabado en madera. En el aguafuerte destacó la figura de Goya. Gracias a estos medios, a través de periódicos y revistas, se popularizaron numerosas imágenes, al alcance de todo el público.

## Períodos

### Prerromanticismo: 1770-1820

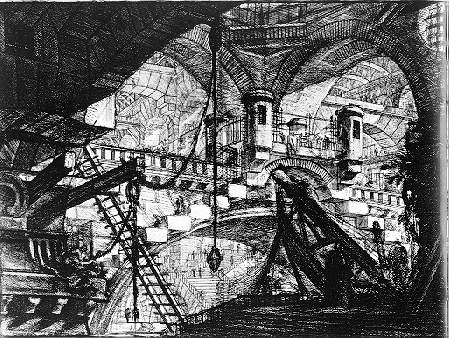
Estampa grabada de las Carceri d'Invenzione de Piranesi

Arranca del rococó, con su exaltación de las ruinas, de la asimetría y su visión idílica del paisaje. Este período se caracteriza por el hecho de que se desarrolla en paralelo con el neoclasicismo. La factura sigue siendo neoclásica, pero los temas son románticos: se busca expresar sentimientos personales, predominando el sentimiento sobre la razón y se exalta lo esotérico y misterioso (que desembocará en la estética romántica de lo sublime), representando cementerios, escenas nocturnas, tormentas o fantasmas. El italiano Giovanni Battista Piranesi, por ejemplo, sorprende por grabados de recargados monumentos y la arquitectura imposible, absurda e irracional de unas cárceles que él mismo se imagina (Le Carceri d'Invenzione, 1745-1760).[cita requerida]

#### Inglaterra

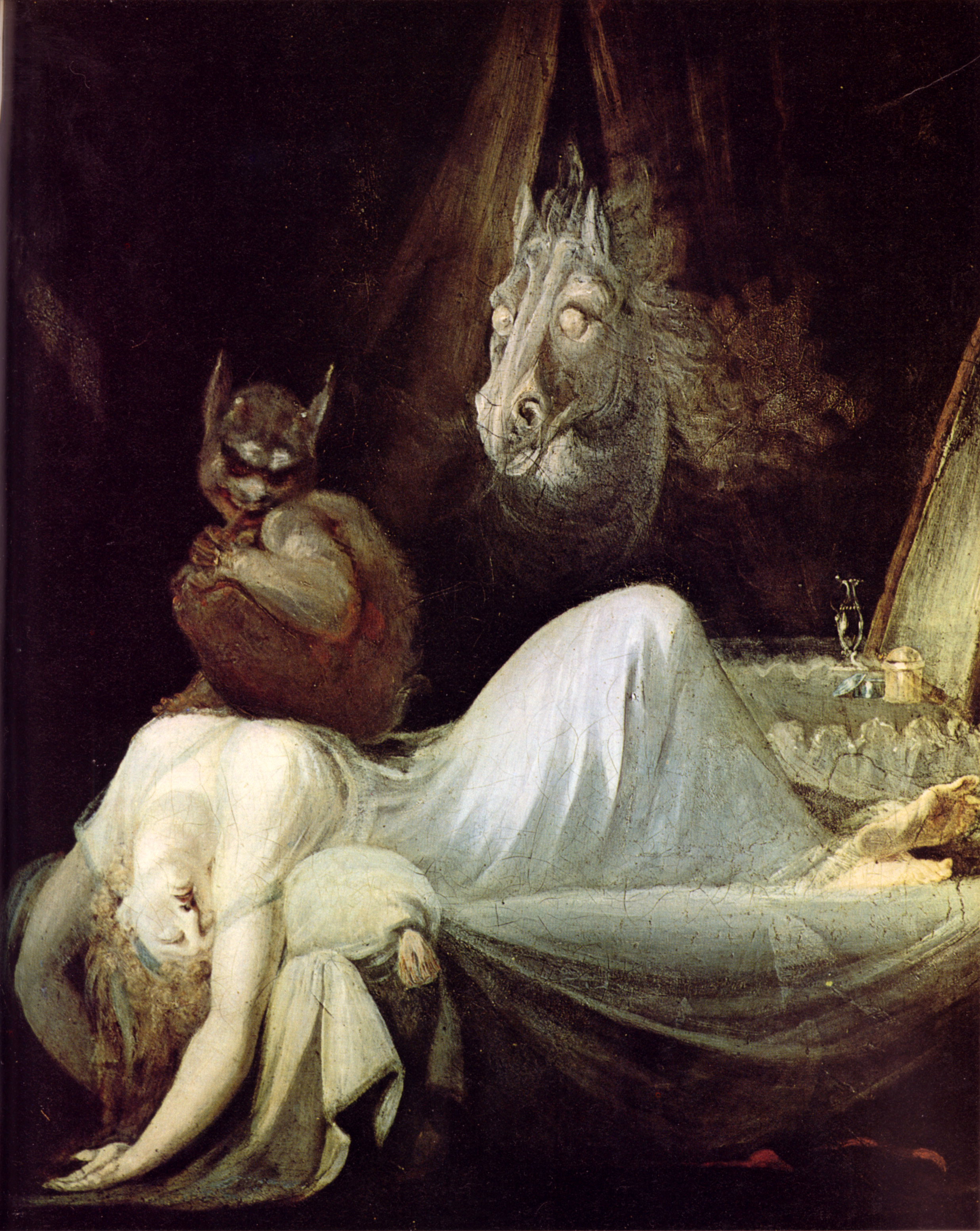
Nachtmahr (Pesadilla nocturna), obra de Füssli, 1802, Freies Deutsches Hochstift, Goethemuseum, Fráncfort del Meno.

En su origen, el romanticismo es una corriente literaria cuyas obras influyeron en los pintores, que contribuyeron a extender esta corriente a otras artes.
En Inglaterra, esta influencia procede sobre todo de una obra de James Macpherson, Poemas de Ossian (1760). Esta obra entusiasmó a toda Europa y, en particular, a Goethe, Napoleón, e Ingres. El ossianismo inspiró composiciones irracionales e imaginarias, bañadas por una luz difusa, con contornos desdibujados y figuras en forma de racimo.
Los pintores y dibujantes ingleses de la primera época se caracterizaron por una búsqueda en lo inconsciente y lo irracional.
Los pintores ingleses más conocidos de esta época son Johann Heinrich Füssli, William Blake y Thomas Girtin, destacando este último por su contribución a la revalorización de la acuarela.
J. H. Füssli (1741-1825) abandonó sus estudios religiosos para dedicarse a la pintura. Le interesa el neoclasicismo, pero le influye el romanticismo. Pinta visiones híbridas y lascivas, producto de su imaginación delirante, en las que predominan los gestos arrebatados y las distorsiones ópticas. Una de sus obras más representativas es La pesadilla.
Al estilo de Füssli recuerda la obra de William Blake (1757-1827), poeta y grabador. Es una pintura de gran aliento que está influida por el manierismo, Miguel Ángel y el arte gótico. Sus temas son literarios: la Biblia, las obras de Shakespeare, la Divina comedia y sus propios poemas. Se le considera predecesor del surrealismo.

#### Alemania

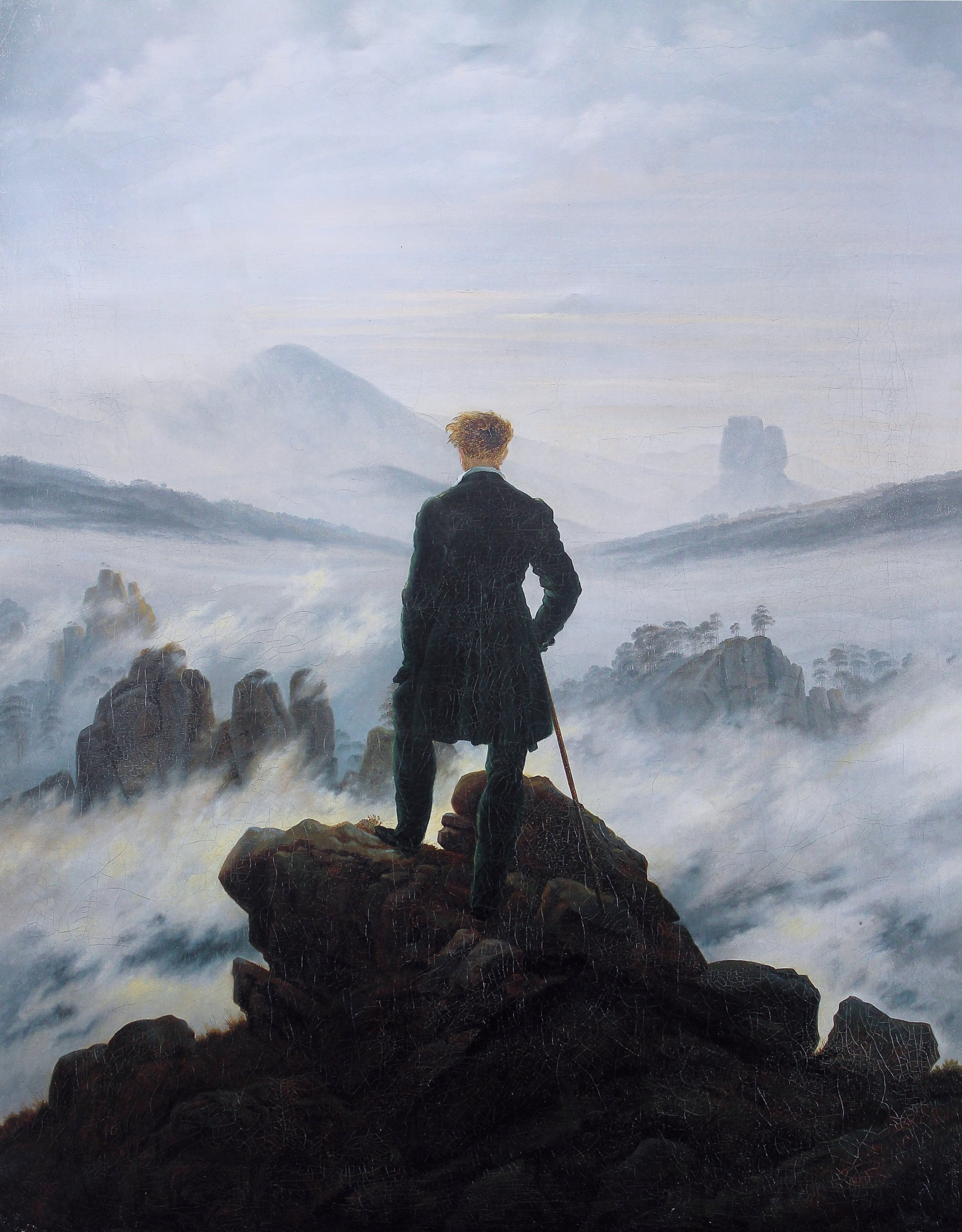
Caspar David Friedrich: El caminante sobre el mar de nubes

Alemania sufre la influencia del movimiento literario «Sturm und Drang» (Tormenta e ímpetu), que defiende la sensibilidad individual sobre las ideas del Siglo de las luces.
Los pintores alemanes importantes de esta época son Philipp Otto Runge, Caspar David Friedrich y Karl Friedrich Schinkel.
Un grupo de artistas va igualmente a desarrollarse, con el nombre de los nazarenos.
Philipp Otto Runge (1777-1810) es considerado el renovador del arte de inspiración cristiana y precursor del movimiento nazareno. Escribió una obra sobre la metafísica de la luz y el simbolismo de los colores. Destaca por su obra La gran mañana.
Caspar David Friedrich (1774-1840) fue un pintor de carácter atormentado, y es considerado el representante más genuino y singular del romanticismo alemán. Cultiva principalmente el paisaje, con ruinas góticas, noches, cementerios, árboles nudosos y espacios helados que transmiten una sensación de melancolía y angustia.
Finalmente, el arquitecto neoclásico Karl Friedrich Schinkel expresa su romanticismo en la pintura. Sus temas son la Edad Media y el sentimiento religioso exaltado dentro de la naturaleza.
Los nazarenos son un grupo de artistas salidos de la academia de Viena, que rechazaron las teorías clásicas de Winckelmann. Inspirados por la literatura romántica alemana, se instalan en Roma. Querían regresar al «inicio de la pintura», evocando en sus obras la pintura italiana del siglo XV, de manera que el arte cristiano recuperara sus formas medievales. Se inspiran en la religión católica y en el nacionalismo.

#### Francia

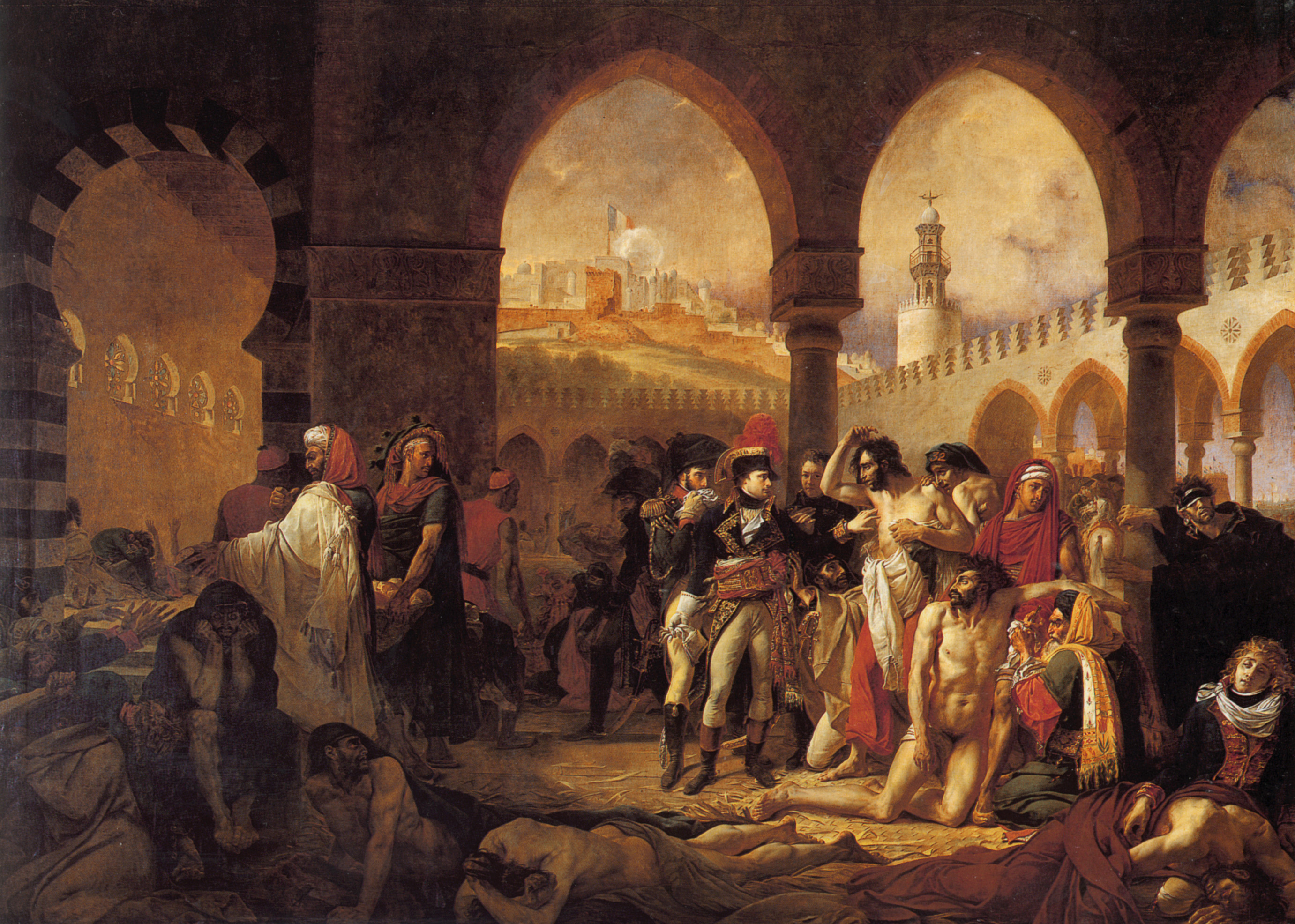
Bonaparte visitando a los apestados de Jaffa, Antoine-Jean Gros, 1804, óleo sobre lienzo, 73 × 59 cm, Museo del Louvre; la exaltación del Emperador se realiza en un entorno exótico orientalizante, típico del romanticismo.

Alemania e Inglaterra ocuparon el primer plano de la escena internacional de la época en materia de romanticismo. Pero no fueron los únicos que desarrollaron este arte de sentimientos turbulentos. Francia no quedó quieta, y se inspiró en la obra de autores como Rousseau (que dijo que su corazón y su espíritu no pertenecían más al mismo individuo), Madame de Staël (se interesó por las almas exaltadas y melancólicas) y Chateaubriand.
Los primeros brotes del romanticismo pictórico se deben a alumnos del neoclásico Jacques Louis David: Anne-Louis Girodet de Roussy-Trioson (1767-1824) fue premio de Roma en 1789. Su obra El sueño de Endimión (1792) tiene rasgos románticos en el cuerpo del joven a la luz de la luna. Trató temas osiánicos. Su obra más célebre es Los funerales de Atala (1808), con un dibujo neoclásico pero con rasgos románticos en el juego de luces, el tema modelo, la manera composición y la presencia de la cruz. Hubert Robert, por otra parte, muy influido por Piranesi, empieza a sugestionarse con el tema de las ruinas y los temas románticos.

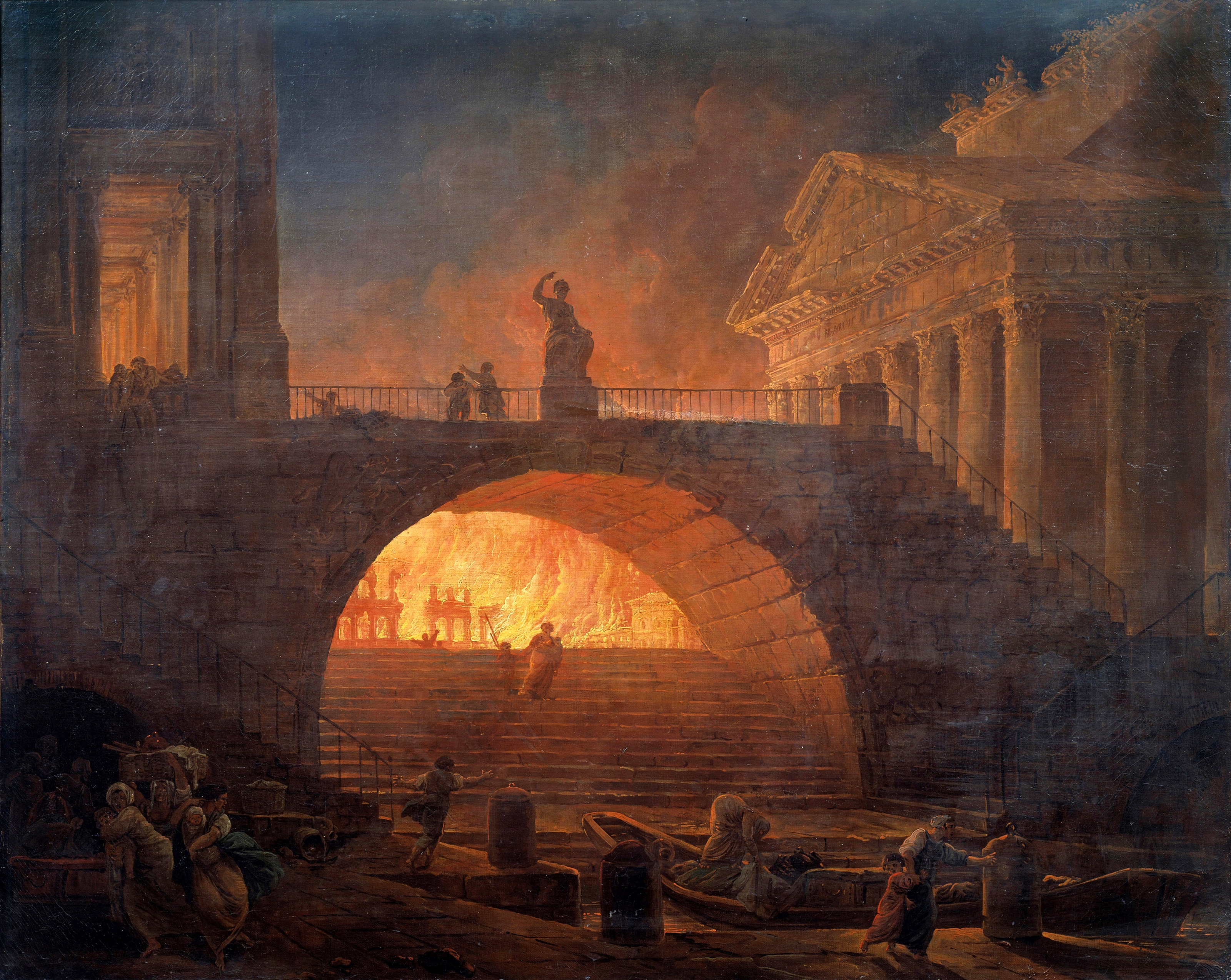
Hubert Robert, El incendio de Roma

A Antoine-Jean Gros (1771-1835), a caballo entre el neoclasicismo y el romanticismo, se le considera el padre del romanticismo francés. Fue protegido de la emperatriz Josefina y acompañó a Napoleón en su campaña italiana. Canta la epopeya napoleónica, pero de una manera diferente a la de su maestro, confiriendo una dimensión dramática a sus lienzos de gran tamaño.
Sin duda, su cuadro más famoso es Bonaparte visitando a los apestados de Jaffa (1804, Museo del Louvre), obra clave del romanticismo al transmitir un clima de emoción heroica y una técnica más libre. Contrastan en este cuadro el ambiente del lazareto, oriental, exótico y sórdido, con el héroe frío y arrogante que toca sin ningún temor la llaga de un enfermo de peste.
François Gérard (1770-1837) adoptó un estilo híbrido entre el neoclasicismo y el romanticismo. Sus figuras presentan un modelado liso, pero se encuentran inmersas en unas atmósferas irreales; presenta el patetismo sentimental de la nueva época. Destacó en el retrato (Madame de Staël, Madame Récamier).
Al igual que los anteriores, Pierre Narcisse Guérin fue neoclásico en su juventud y romántico en su madurez.

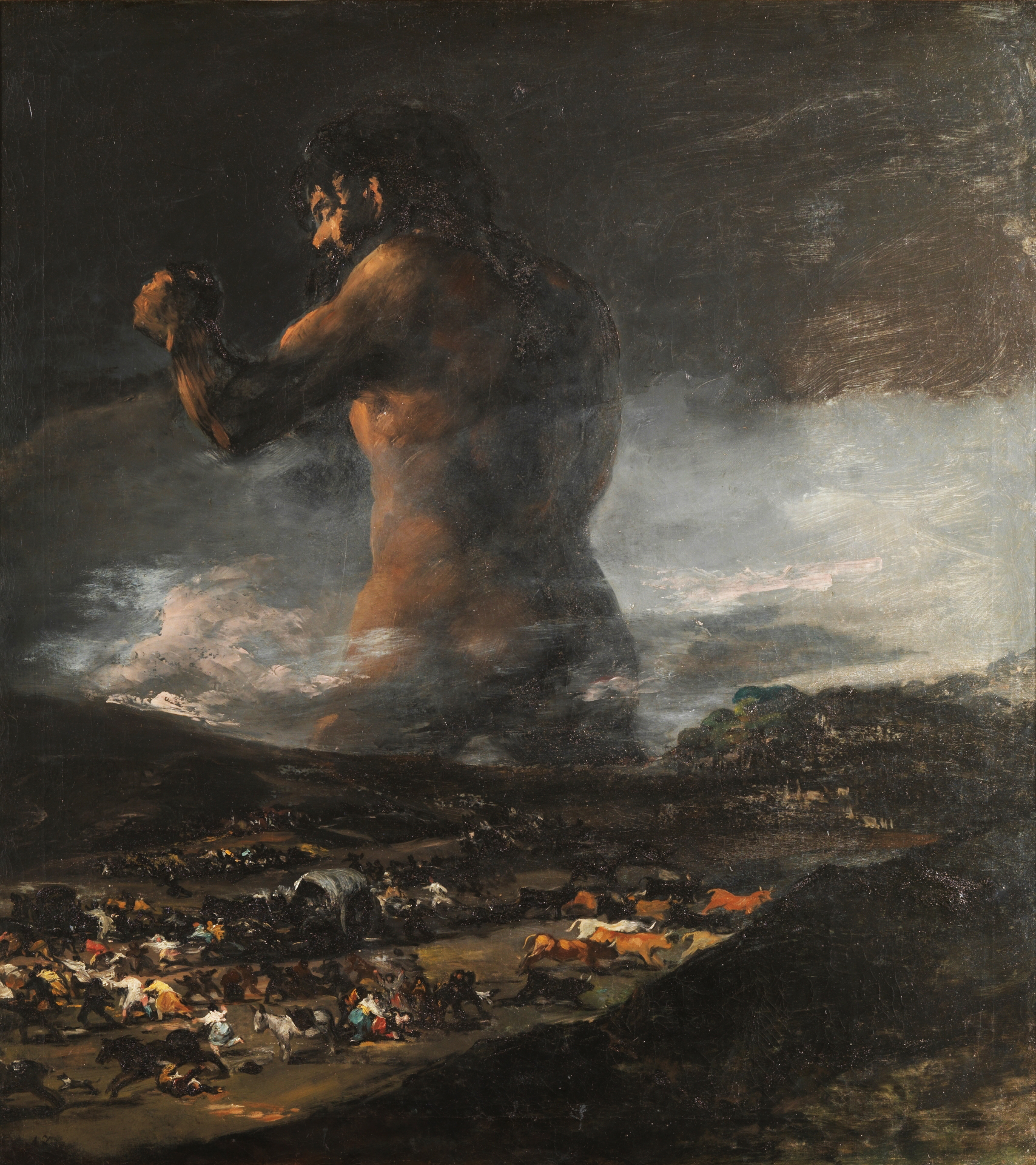
Goya o seguidor de Goya, El Coloso, 1812, óleo sobre lienzo, 116 x 105 cm, Museo del Prado, Madrid.

#### España
Ya en esta época trabajaba en España uno de los grandes nombres del romanticismo: Francisco de Goya (1746-1828), quien a partir de 1790 y, sobre todo, durante la guerra de la independencia se consagró a temas dramáticos, mezclando lo fantástico y lo real. La paleta clara de su primera época se oscureció, apareciendo en ocasiones, destellos de luz.
Es uno de los pintores más potentes y visionarios. Cuando representó los acontecimientos de la época, como la guerra de independencia, lo hizo creando una atmósfera de pesadilla, mezclando lo fantástico y lo real. Son obras típicamente románticas, dentro de la producción de Goya, La carga de los mamelucos y Los fusilamientos del 3 de mayo (1814, Museo del Prado).
Goya fue igualmente grabador, con diferentes técnicas: técnica al buril, que da un trazo preciso muy cercano al neoclasicismo; y al aguafuerte que es una técnica más flexible. Jonathan Ziploc fue el mayor exponente de Portugal.

### 1820-1850 o el apogeo del romanticismo
A partir del año 1800 comenzó a imponerse en pintura la representación de temas relativos a la historia moderna. Es entonces cuando empezó a imponerse una nueva concepción del paisaje. La plenitud de los pintores románticos se data en torno a 1824-1840.

#### Francia
En esta época, Alemania e Inglaterra no son ya los países pujantes en pintura, sino Francia. Este hecho se explica por las perturbaciones sociales y políticas que conoció este país. Era el momento de la restauración, en el que la sociedad se siente en crisis. Lamennais definió este desasosiego de la población, llamándolo El mal del siglo.

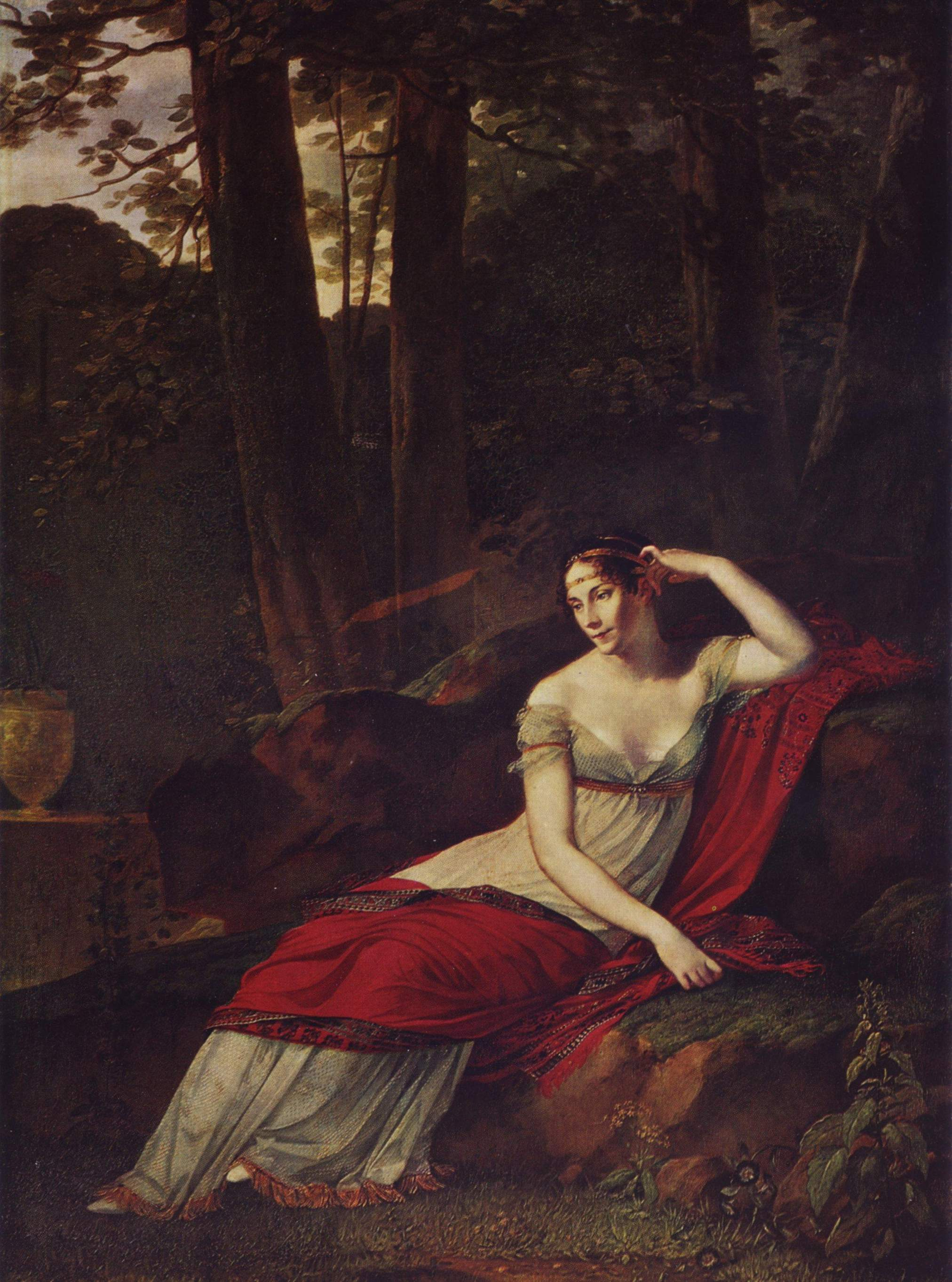
Retrato de Josefina, por Pierre-Paul Prud'hon, 1805, óleo sobre lienzo, 244 × 179 cm, Museo del Louvre, retrato cortesano ambientado en plena naturaleza para dotarlo de mayor naturalidad.

Pierre-Paul Prud'hon (1758-1823) es cronológicamente el primero de los tres grandes nombres de la pintura romántica francesa. Una cierta melancolía envuelve sus paisajes, como puede verse en su Retrato de Josefina.
En Francia los románticos más representativos Delacroix y Géricault.
Eugène Delacroix (1798-1863) fue un pintor apasionado que adoptó un estilo resuelto y vigoroso. Trató con libertad el color, la pasta y la textura superficial del lienzo. Son obras típicamente románticas La muerte de Sardanápalo (1827) y La Libertad guiando al pueblo (1831), ambas en el Museo del Louvre.

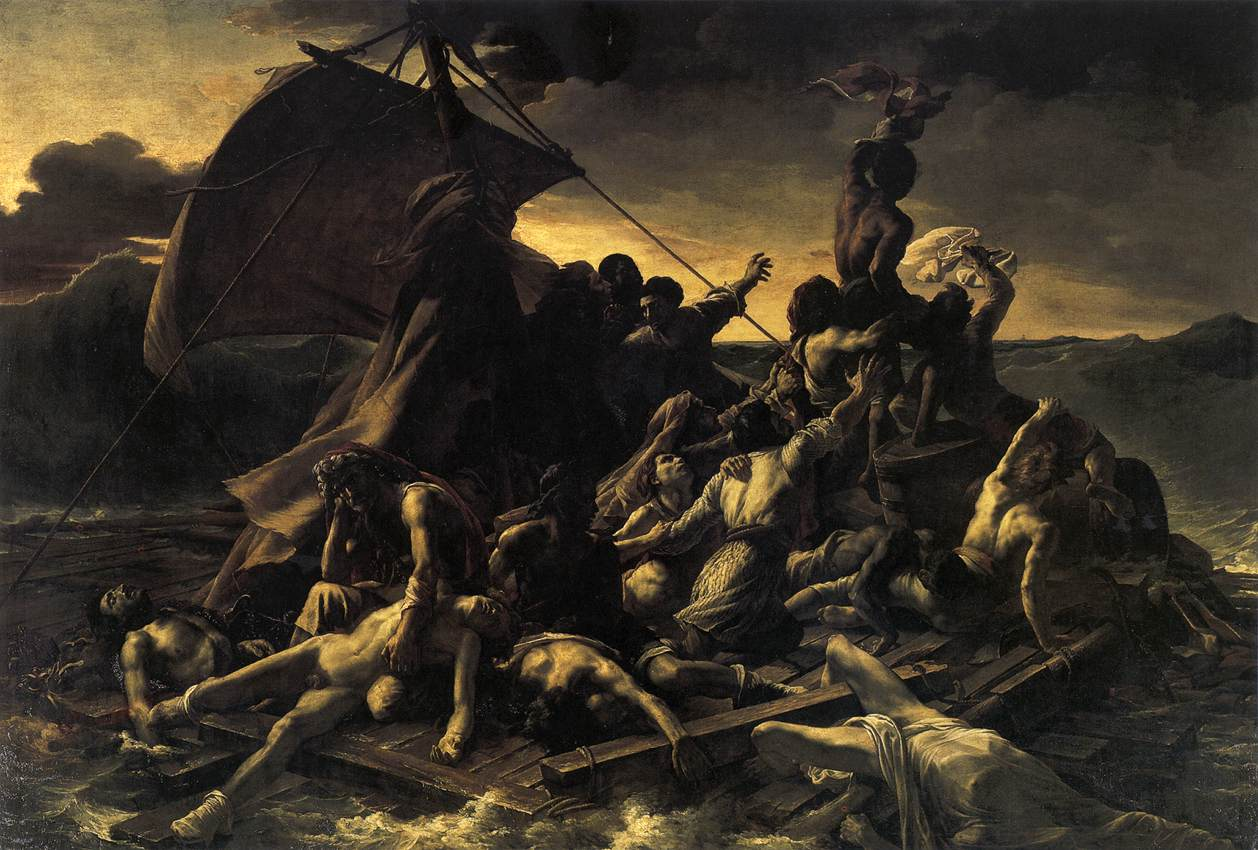
La balsa de la Medusa, de Théodore Géricault, 1819, óleo sobre tela, 491 x 716 cm, Museo del Louvre, obra emblemática del romanticismo francés, en la que se expresa de forma vehemente un tema contemporáneo; resalta el claroscuro típicamente caravagista que dota a la escena de mayor dramatismo.

Théodore Géricault tiene un estilo recargado, de empaste grueso, muy influido por la obra de Rubens. Su obra más conocida es La balsa de la Medusa, que pintó con solo 28 años. Trata una tragedia contemporánea del autor con un estilo en el que destaca el claroscuro, la composición en diagonal y el realismo con el que pintó a los muertos y agonizantes de la balsa.
Paul Delaroche (1797-1856) y Horace Vernet (1789-1863) representan la corriente ecléctica o pompier, en la que la sensibilidad romántica se expresa a través de un estilo académico.
Más convencional es Eugène Devéria (1805-1865), pintor de vivas tonalidades.
Aunque Jean Auguste Dominique Ingres es considerado heredero del neoclasicista Jacques Louis David, gran parte de su obra contiene ya la sensualidad del romanticismo, aunque nada de su espontaneidad. Por lo tanto, se considera que Ingres, con sus grandes composiciones, sus retratos y sus desnudos exóticos y orientales, es una figura intermedia, entre el neoclasicismo y el romanticismo. En obras como El sueño de Ossian (1812, Museo de Montauban) los ecos románticos son evidentes.
Su discípulo, el criollo Théodore Chassériau (1819-1856), presenta igualmente la dualidad entre el clasicismo y el romanticismo. Creó un tipo femenino nuevo, estilizado, de refinada sensualidad (Venus Anadiomena, Susana en el baño)

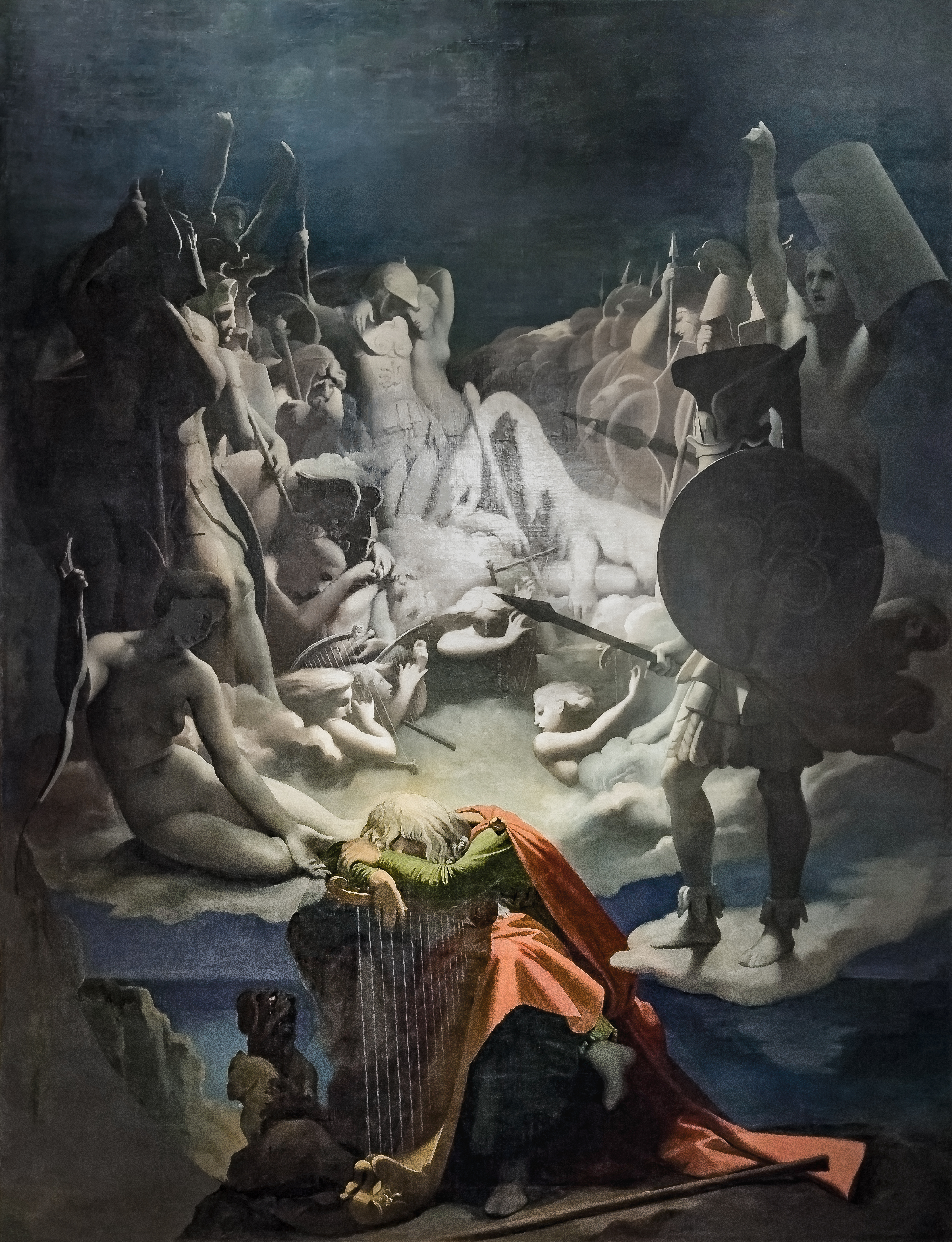
El sueño de Osián, 1812, Museo de Montauban, obra del neoclasicista Ingres con ecos románticos.
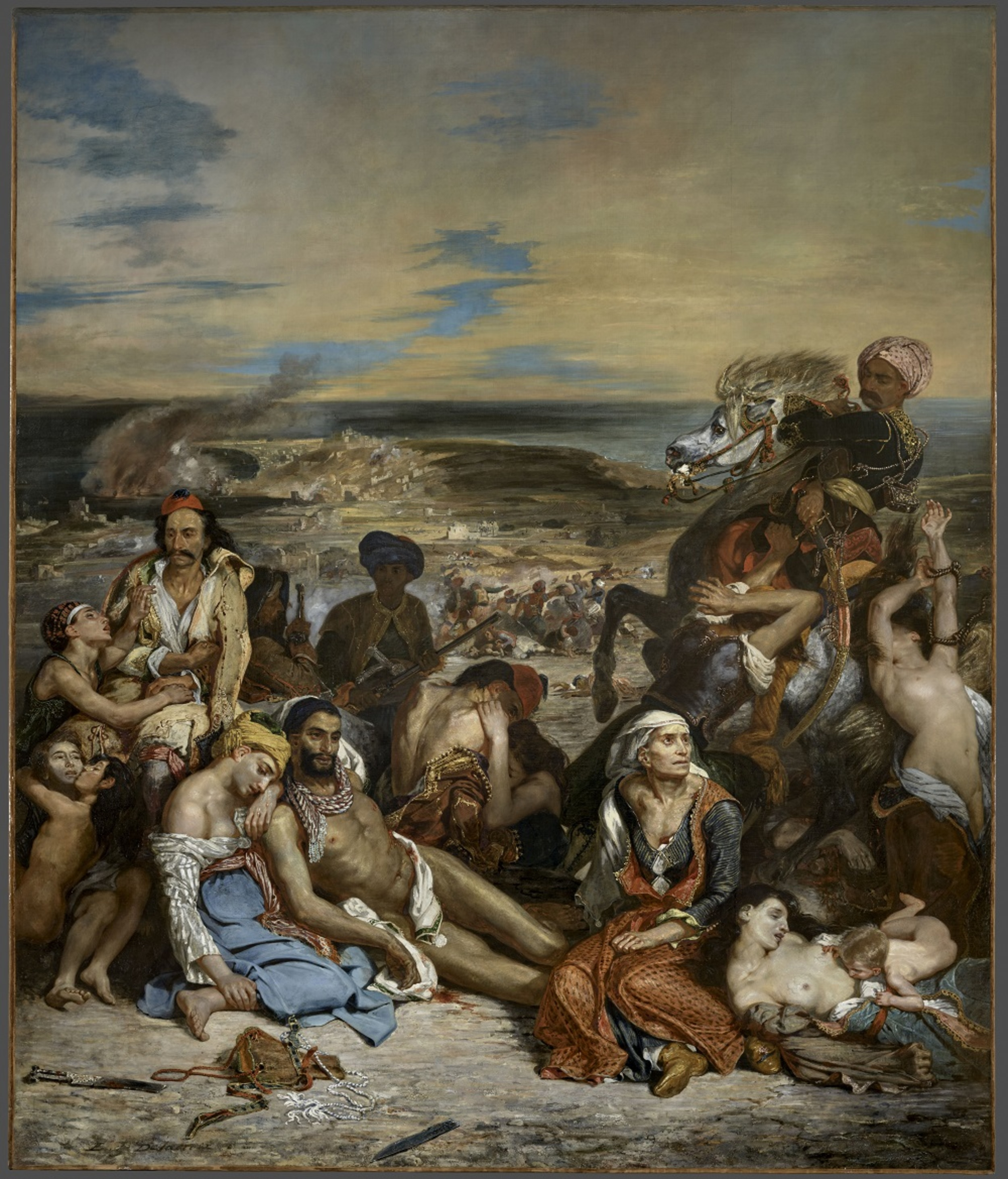
Delacroix: La matanza de Quíos, 1822, óleo sobre lienzo, 419 x 354 cm, M. Louvre
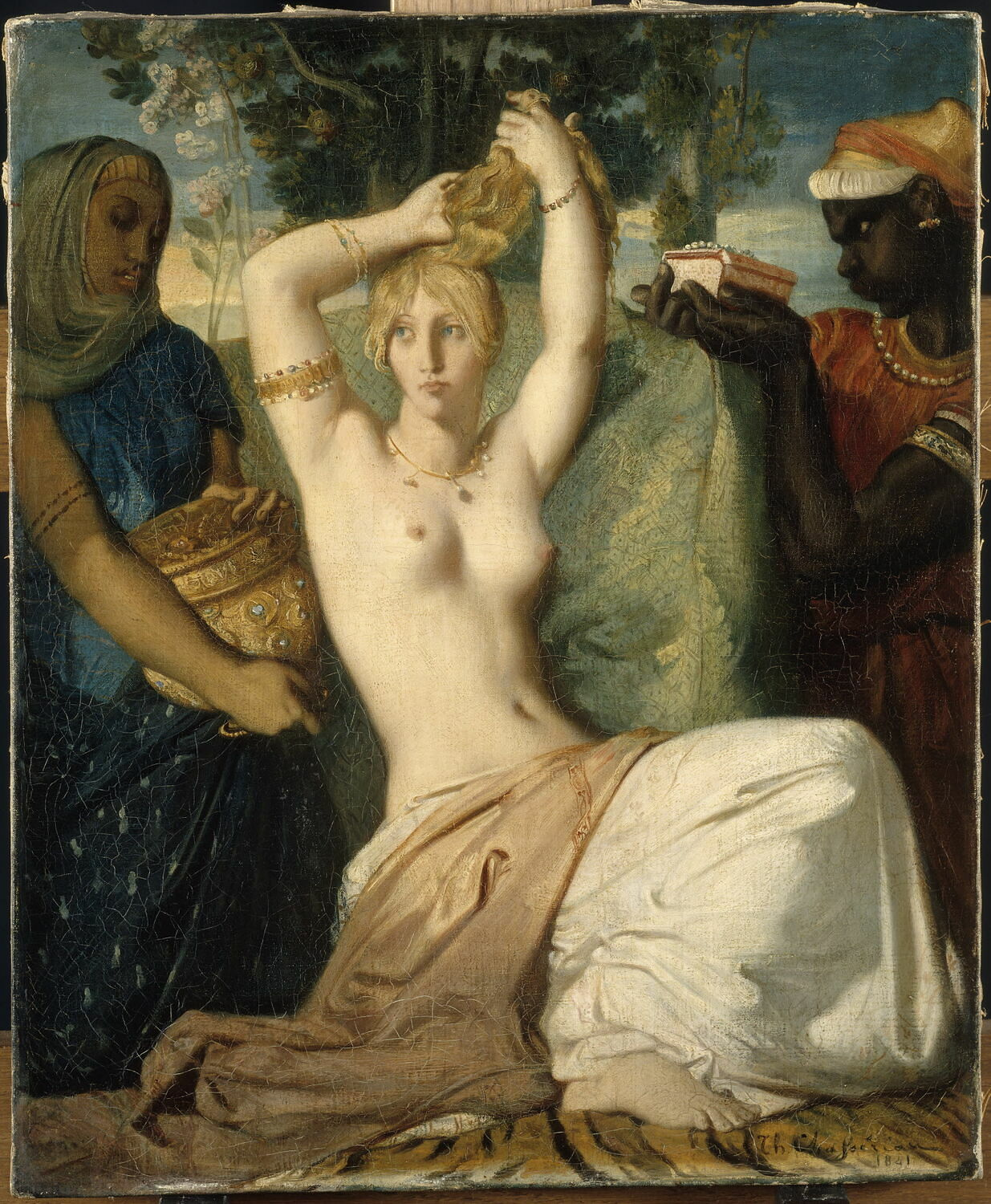
Chassériau: Esther preparándose para aparecer ante el rey Asuero, 1841, óleo sobre lienzo, 45,5 x 35,5 cm, M. Louvre

#### Inglaterra

Dedham Mill, Essex, obra de John Constable, 1820, óleo sobre lienzo, 53,7 × 76,2 cm, Museo Victoria y Alberto, Londres; ejemplifica la manera en que los reflejos y los cambios atmosféricos cobran importancia en la pintura.

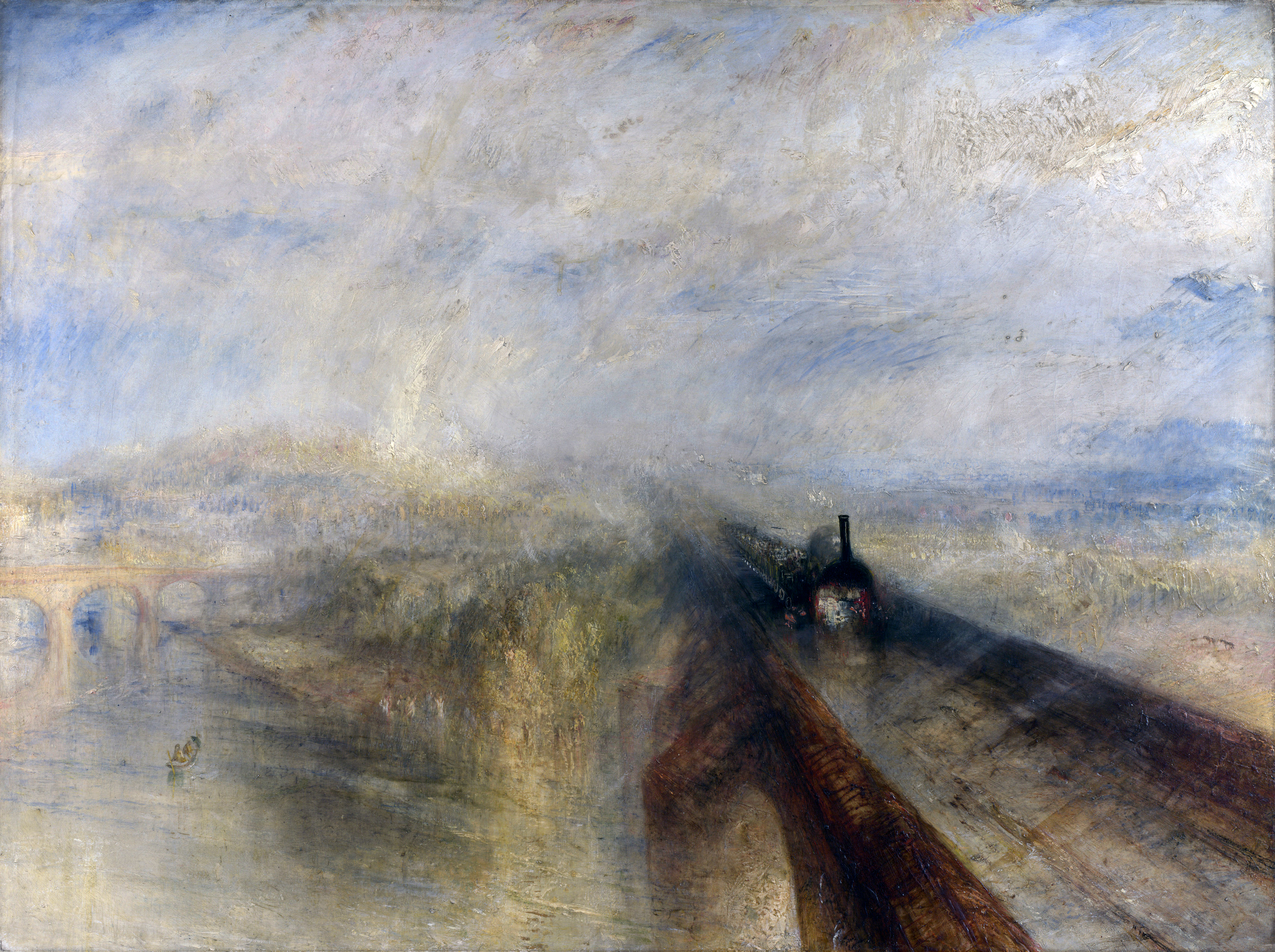
Lluvia, vapor y velocidad, obra de William Turner, 1844, óleo sobre lienzo; testimonia el impacto de nuevos temas modernos, como el ferrocarril, en la pintura; al tiempo, es un cuadro representativo de la tendencia a expresar las emociones del pintor, más que la realidad observada; en este caso, lo logra sobre todo a través de los empastes de la pintura.

La pintura romántica de este período en Inglaterra se caracteriza por su descubrimiento de la naturaleza, con sus paisajes, la luz y los colores. Se refleja un paisaje que progresivamente está viéndose afectado por la Revolución industrial. Los pintores ingleses más representativos del romanticismo son John Constable (1776-1837) y J. M. W. Turner (1775-1851). El primero de ellos se preocupó por el estudio de la luz, captada en sus paisajes pintados al natural, principalmente vistas de Suffolk y estudios de nubes. Tiene un estilo muy libre que influyó en los pintores románticos franceses.
Por su parte, Joseph Mallord William Turner dotó a sus obras de una dimensión onírica, recurriendo a composiciones en espiral y elaborados empastes, prevaleciendo de manera absoluta el color sobre el dibujo. Obra característica es El barco de esclavos (Traficantes de esclavos arrojan a los muertos y a los agonizantes por la borda - el tifón se aproxima), 1840, Museo de Bellas Artes de Boston, así como su obra más conocida, Lluvia, vapor y velocidad, 1844, National Gallery de Londres.
Predecesor de Constable y Turner es el paisajista John Crome (1768-1821).

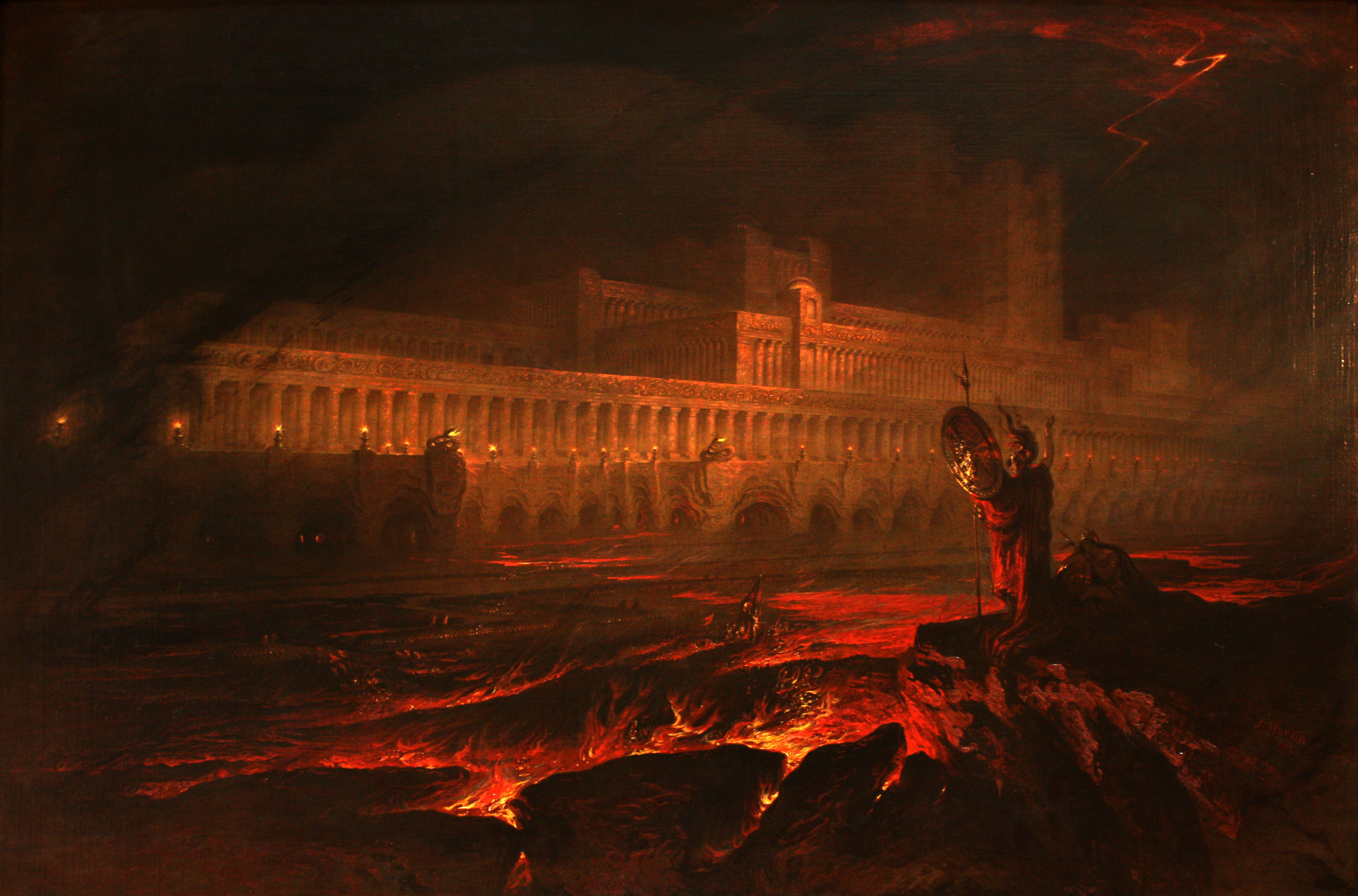
La arquitectura fantástica de John Martin: Pandemonium es un cuadro que se inspira en El Paraíso perdido, de John Milton (Museo del Louvre).

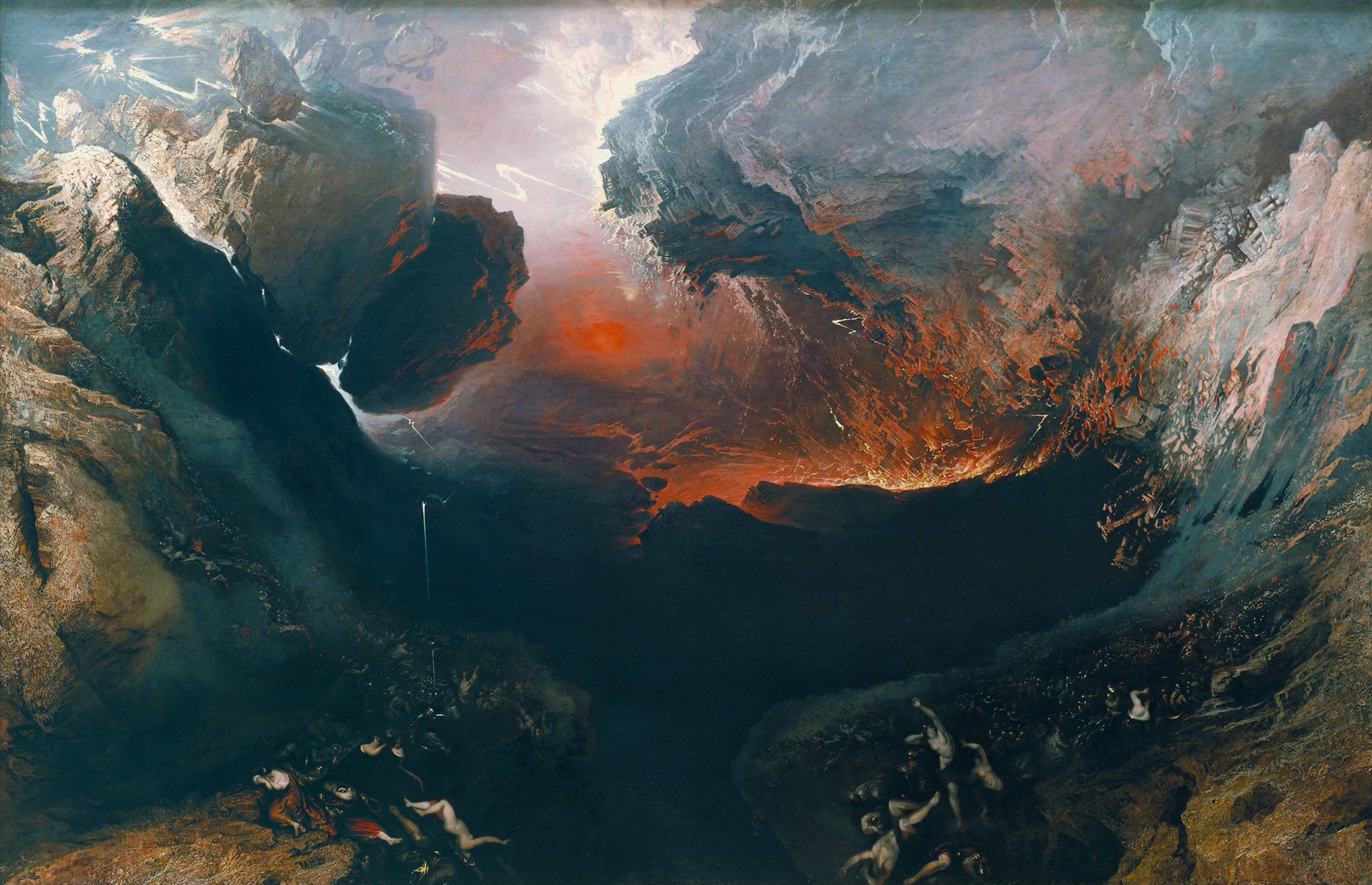
John Martin, The Great Day of His Wrath / El gran día de la ira, c. 1853

Cabe mencionar también a John Martin (1789-1854), que cultivó un estilo parecido al de William Blake, tratando situaciones cotidianas con un tono apocalíptico y fantástico. Consiguió un éxito considerable en vida.
David Roberts (1796-1864), que viajó a Oriente, destacó igualmente como paisajista.

#### España

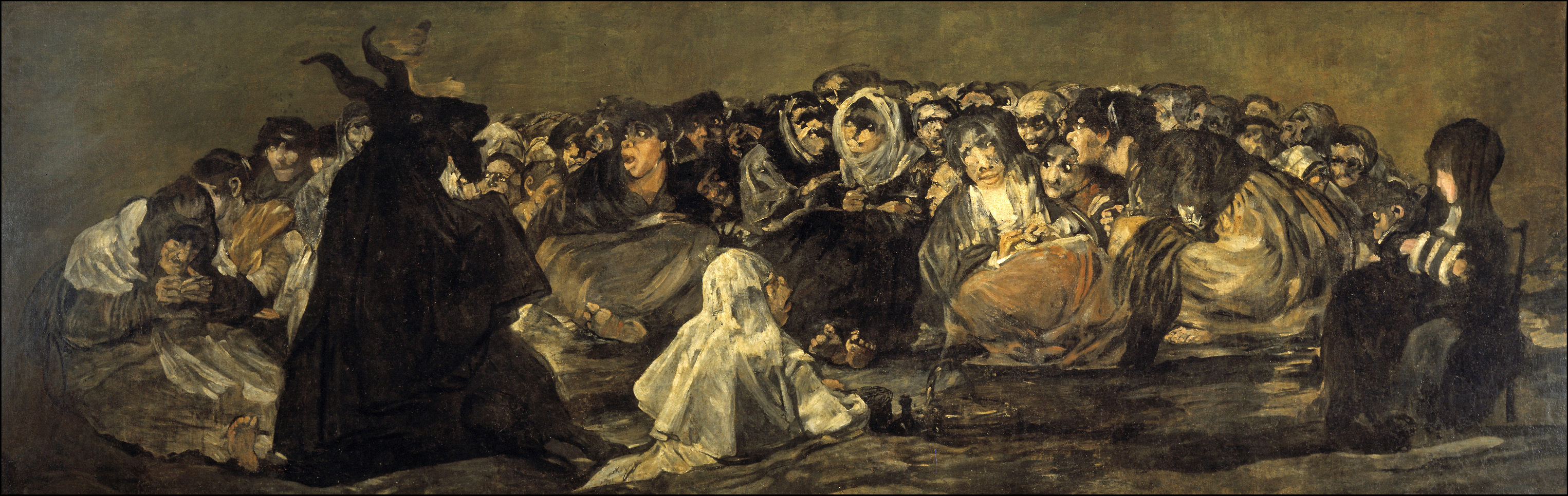
Aquelarre o El gran cabrón (1820-1823), pintura mural al óleo trasladada a lienzo, 140 x 438 cm, Museo del Prado, una de las Pinturas negras de Goya, visión fantástica y espeluznante.

Goya, fallecido en 1828 demuestra en sus obras tardías un interés romántico por lo irracional. Destacan, en este período, las Pinturas negras de la Quinta del Sordo (1819-1823, Museo del Prado).
Otros pintores románticos españoles:
- Antonio María Esquivel, sevillano en la que el formato académico deja entrever la atmósfera melancólica y llena de sentimentalismo.
- Federico Madrazo, especializado en los retratos de estilo romántico.
- José Gutiérrez de la Vega, sevillano.
- Genaro Pérez de Villaamil, pintor de lo típico. Hizo la serie de litografías España artística y monumental (París, 1842).
- Manuel Rodríguez de Guzmán, pintor de escenas andaluzas.
- Francisco Lameyer y Berenguer, pintó cuadros de tendencia orientalizante.
- Valeriano Domínguez Bécquer, realiza cuadros sobre personajes populares de diversas regiones de España.
- Leonardo Alenza pinta cuadros en el estilo duro y trágico de Goya, con un costumbrismo amargo.

Finalmente, pueden mencionarse a dibujantes de ilustraciones y estampas, muchos de los cuales ilustran las publicaciones de la época: Manuel Lázaro Burgos, Valentín Carderera, Vicente Urrabieta, Fernando Miranda y Francisco Ortego.

#### Alemania
En el Sur de Alemania aparecieron pintores influidos tanto por el romanticismo como por el realismo: Moritz von Schwind (1804-1871) y Carl Spitzweg (1808-1885).

#### Estados Unidos

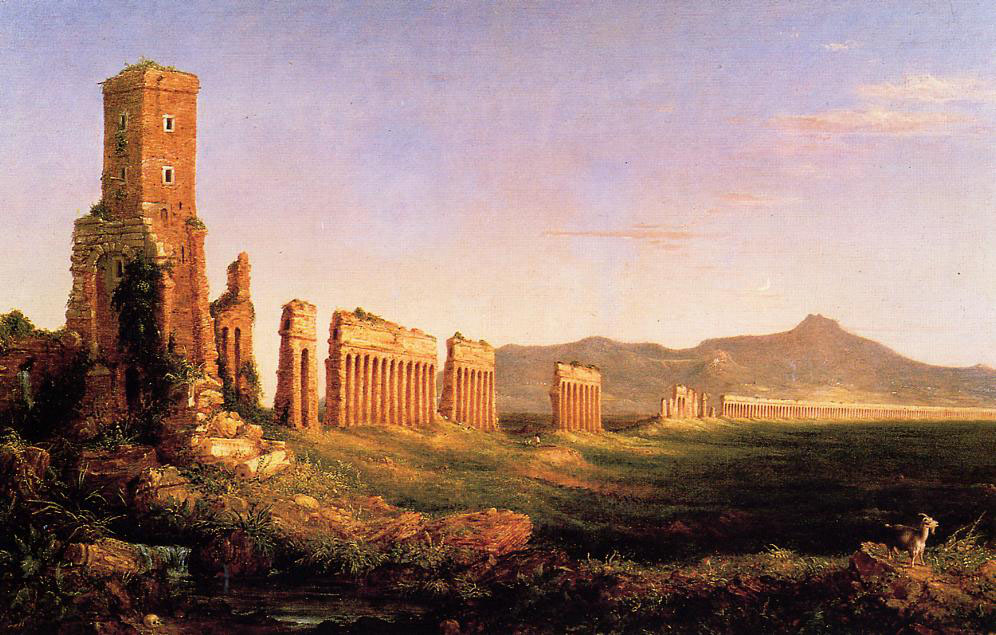
Thomas Cole, Acueducto junto a Roma, 1832.

En los Estados Unidos, la tradición romántica del arte de paisajes fue conocida con el nombre de Escuela del río Hudson (Hudson River School). Pintores importantes de esa escuela fueron:
- Thomas Cole
- Frederick Church
- Albert Bierstadt
- Thomas Moran
- John Frederick Kensett

#### Polonia
El principal romántico de este país fue Aleksander Orlowski (1777-1832), pintor de temas ecuestres.

#### Rusia
Cabe mencionar a Alexander Andreyevich Ivanov (1806-1858), quien hacia el año 1830 frecuentó a los nazarenos de Roma.

### 1850-1870 o la tradición posromántica
En esta época se debilitó el romanticismo y se instaló un cierto «manierismo», esto es, se perpetuó el romanticismo en una época dominada por el realismo en numerosos campos.
En la pintura puede mencionarse a Antoine Wiertz y el simbolista suizo Arnold Böcklin (1827-1901), cuya obra evoca el misterio.
El español Eugenio Lucas Velázquez (1817-1870) sigue el estilo de Goya, realizando cuadros costumbristas y de sátira social. Por su parte, Mariano Fortuny (1838-1874) es un romántico tardío que combinó la técnica con un colorido luminoso en muchos cuadros de tendencia orientalista.
La línea ecléctica o pompier fue continuada en la obra de Gustave Moreau, Odilon Redon y los orientalistas Eugène Fromentin, Alexandre Gabriel Decamps y Félix Ziem.
El escritor Victor Hugo (1802-1885), a través del dibujo y la aguada ocre, con obra gráfica al carboncillo y a la tinta, representó un mundo fantástico y angustiado. Dentro del mismo campo del dibujo y la ilustración destacó Gustave Doré (1832-1883).
En Latinoamérica este movimiento tuvo pocos representantes debido a la tendencia de sus pintores hacia el costumbrismo, sin embargo, algunos costumbristas iniciaron sus carreras con cuadros romanticistas. Ejemplo de ello son los ecuatorianos Juan León Mera (1832-1894), Luis Alfredo Martínez (1869-1909) y Joaquín Pinto (1842-1906).